# Kranjska Gora

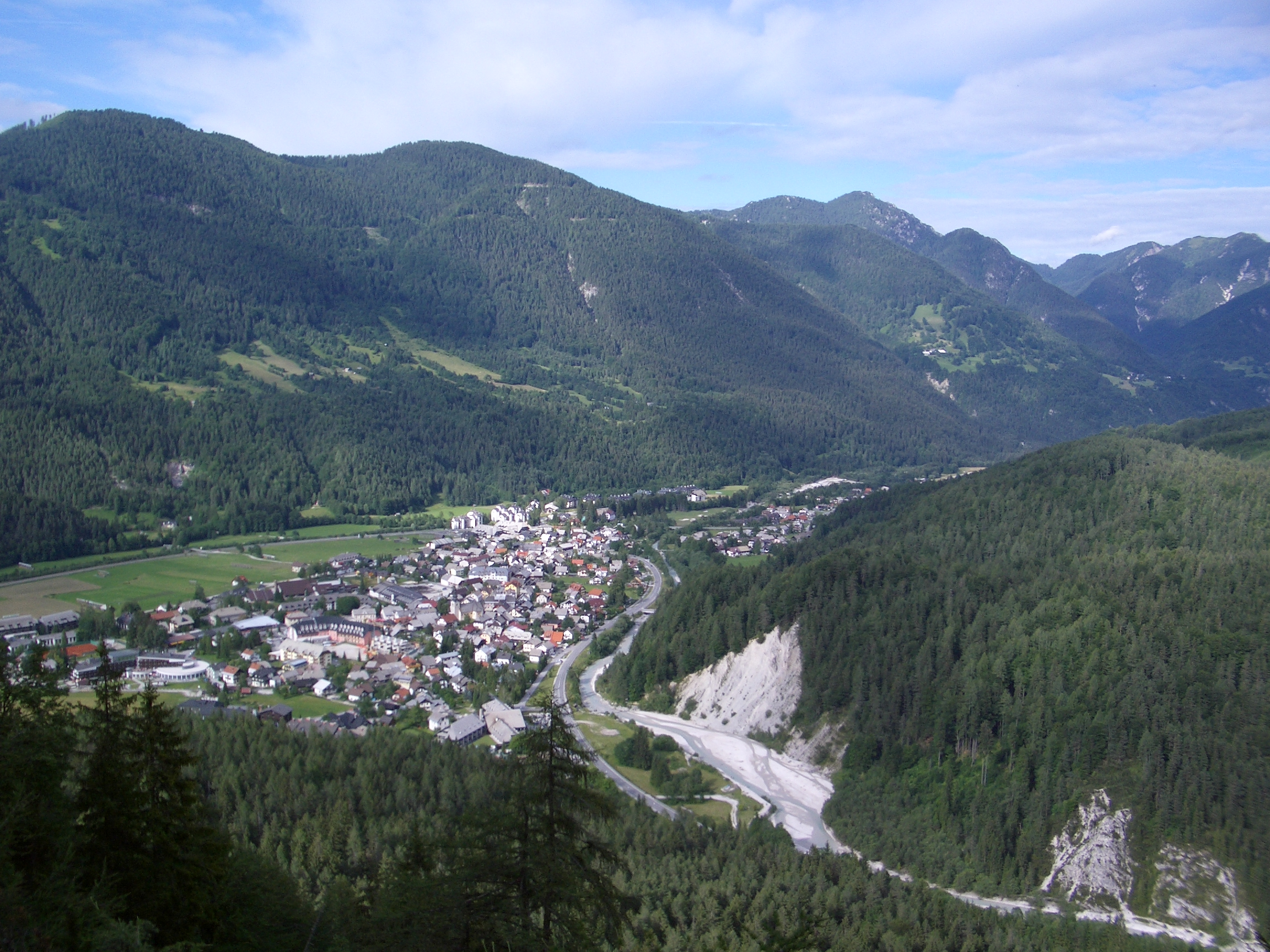
Blick auf Kranjska Gora

Die Ortschaft Kranjska Gora (deutsch: Kronau, übersetzt: Krainer Berg) ist Hauptort und Verwaltungssitz der Gemeinde Kranjska Gora in der Oberkrain, Region Gorenjska im äußersten Nordwesten Sloweniens.

## Geschichte
Kranjska Gora besaß seit den 1870er-Jahren einen Bahnhof an der Bahnlinie von Ljubljana nach Tarvis. Die Bahn fährt seit 31. März 1966 nicht mehr; die Strecke wurde von Rateče (Ratschach) bis Jesenice (Aßling) abgebaut. An deren Stelle trat ein asphaltierter Radweg. 
Bis zum Ende des Habsburgerreichs gehörte der Ort zum Kronland Krain, wobei Kranjska Gora eine selbständige Gemeinde im damaligen Gerichtsbezirk Kronau (politischer Bezirk Radmannsdorf) bildete und Sitz des Bezirksgerichts war.
Im Ostteil der Stadt befinden sich ein Massengrab aus der Zeit des Endes des Zweiten Weltkriegs.

## Persönlichkeiten
- Leon Knap (1911–1987), Skilangläufer
- Janko Mežik (1921–1998), Skispringer
- Jelka Mrak Dolinar (1925–2018), Autorin
- Aleksander Peternel (* 1964), Freestyle-Skier
- Dejan Košir (* 1973), Snowboarder
- Meta Hrovat (* 1998), Skirennläuferin